# مبدأ الديمومة
في الرياضيات، ينص مبدأ الديمومة على أنه إذا كان f(z) دالة تحليلية مُعرفة على مجموعة فرعية مفتوحة متصلة U للأعداد المركبة C، ويوجد لها نهاية متتالية {an} ولديها حد L موجود في U، أي أن f(an) = 0 لجميع n، فإن f(z) صفر موحد على U.

## وصلات خارجية
- إيريك ويستاين، {{{title}}}، ماثوورلد Mathworld (باللغة الإنكليزية).